# Дайлис, Исаак Львович
Исаак Львович (Лейбович) Дайлис (18 (30) марта 1889, Кишинёв, Бессарабская губерния — 1981, Одесса) — советский учёный в области социальной гигиены, доктор медицинских наук, профессор, заведующий кафедрой социальной гигиены Одесского медицинского института (1928—1963).

## Биография
Родился в Кишинёве в семье балтского мещанина, частного поверенного Лейба-Арона Мордковича (Леона Марковича) Дайлиса (1855—1928), служившего старшим писарем и письмоводителем (впоследствии юрисконсультом кишинёвского филиала Русско-Азиатского банка). Был старшим из восьмерых детей. Дед, Альтер Ицкович Йоэльзон, был старостой синагоги, владельцем книжного и писчебумажного магазина и библиотеки в Кишинёве на Александровской улице; после его смерти в 1901 году владелицей магазина стала мать Исаака Дайлиса — Роза Альтеровна (Розалия Александровна) Дайлис (в девичестве Йоэльзон, 1865—1932).
С 1898 года учился во 2-й Кишинёвской мужской гимназии, после окончания которой в 1906 году поступил на медицинский факультет Императорского Новороссийского университета. После окончания университета в 1911 году, получив диплом лекаря (1913), поступил интерном в Кишинёвскую еврейскую больницу, откуда во время Первой мировой войны в 1916 году был призван в армию: служил старшим полковым врачом и ординатором полевого госпиталя. После демобилизации в 1918 году возвратился в Одессу, работал в бактериологической лаборатории, врачом-эпидемиологом в Одесской дезинфекционной камере, санитарным врачом Михайловского санитарного района Одессы. К этому периоду относятся первые научные публикации И. Л. Дайлиса — в сборнике трудов дезинфекционной станции Одесского губернского отдела здравоохранения был помещён эпидемиолого-статистический отчёт И. Л. Дайлиса о работе врачей дезинфекционных отрядов этой дезкамеры, в 1920 году вышел обзор собранных им 27 случаев эпидемического энцефалита в Одессе, санитарный очерк Михайловского района с 1903 по 1922 год и работа по заболеваемости холерой в этом районе (1922). 
С 1923 года — ассистент кафедры социальной гигиены Одесского медицинского института. В 1924 году стал членом новоорганизованной секции социальной и профессиональной гигиены Одесской научной ассоциации врачей при профсоюзе медико-санитарного труда, в 1927 году был избран членом правления этой ассоциации. В январе 1928 года был назначен заведующим кафедрой социальной гигиены Одесского медицинского института, сменив на этом посту Л. В. Громашевского. В этом же году кафедра впервые получила собственное помещение. Под руководством И. Л. Дайлиса в 1930-е годы на базе кафедры был организован единый диспансер с социально-гигиеническим отделом, включавшим статистическое, санитарное, санитарно-просветительное и патронажное бюро. Опыт этого диспансера был обобщён в нескольких трудах Дайлиса, который также в этот период среди прочего занимался вопросами бюджета времени и полового быта одесского студенчества. 
В годы Великой Отечественной войны с сотрудниками кафедры был эвакуирован в Алма-Ату, где возглавлял санитарно-эпидемиологическую станцию. Был награждён медалями «За победу над Германией в Великой Отечественной войне 1941—1945 гг.» и «За доблестный труд в Великой Отечественной войне 1941—1945 гг.». После освобождения Одессы продолжил руководить кафедрой социальной гигиены (с 1941 года переименованной в кафедру организации здравоохранения) Одесского медицинского института, которую возглавлял до 1963 года. Научные труды послевоенного времени были посвящены исследованиям заболеваемости и смертности населения, организации медицинского обслуживания населения в едином диспансере и рабочих суперфосфатного производства, состоянию здоровья работников виноградных хозяйств и истории здравоохранения. 
Был одним из основателей и первым председателем секции книголюбов при одесском Доме учёных (впоследствии Одесского общества книголюбов). Один из основателей научного общества «Одессика». На фасаде дома № 11 на Преображенской улице, где профессор И. Л. Дайлис жил с 1944 до 1981 года, в 1985 году была установлена мемориальная табличка.

## Семья
Дядя — доктор медицины Кальман Альтерович Йоельзон (Йоельсон, в быту Клементий Александрович, 1851—1911), штатный ординатор и старший врач хирургического отделения Еврейской больницы в Кишинёве, автор трудов в области глазных болезней. Другой дядя — Йосель Альтерович Йоельсон (1852—?) — был вольнопрактикующим врачом по венерическим, мочеполовым и накожным болезням в Одессе, принимал пациентов в доме М. Шполянской на Нежинской улице, № 1, жил на Ришельевской улице, дом № 5 (угол Дерибасовской).
Братья — Иосиф Львович Дайлис (1893—1984), скрипач, альтист и музыкальный педагог; Даниил Львович Дайлис (1898—1986), артист и режиссёр кишинёвского театра кукол «Ликурич», автор книги рассказов и повестей для детей «Скрипка лэутара» (Кишинёв: Литература артистикэ, 1981); Семён Львович Дайлис (1890—1980), специалист в области проектирования электрооборудования промышленных предприятий (Свердловск). 
Сестра — Мария Львовна Дайлис (в замужестве Бройдо, 1892—1985), выпускница Кишинёвского музыкального училища (по классу фортепиано Г. Бибер-Гальпериной), Петербургской (1914—1918, по классу Ф. М. Блуменфельда) и Лейпцигской (1912—1914 и 1920—1921) консерваторий, в 1920-х годах — одна из ведущих преподавателей частной кишинёвской консерватории «Униря», затем концертирующая пианистка и преподаватель консерватории Эджицио Массини в Бухаресте, в послевоенные годы — преподаватель Кишинёвской консерватории.